# Portal Tomb von Hendre Waelod

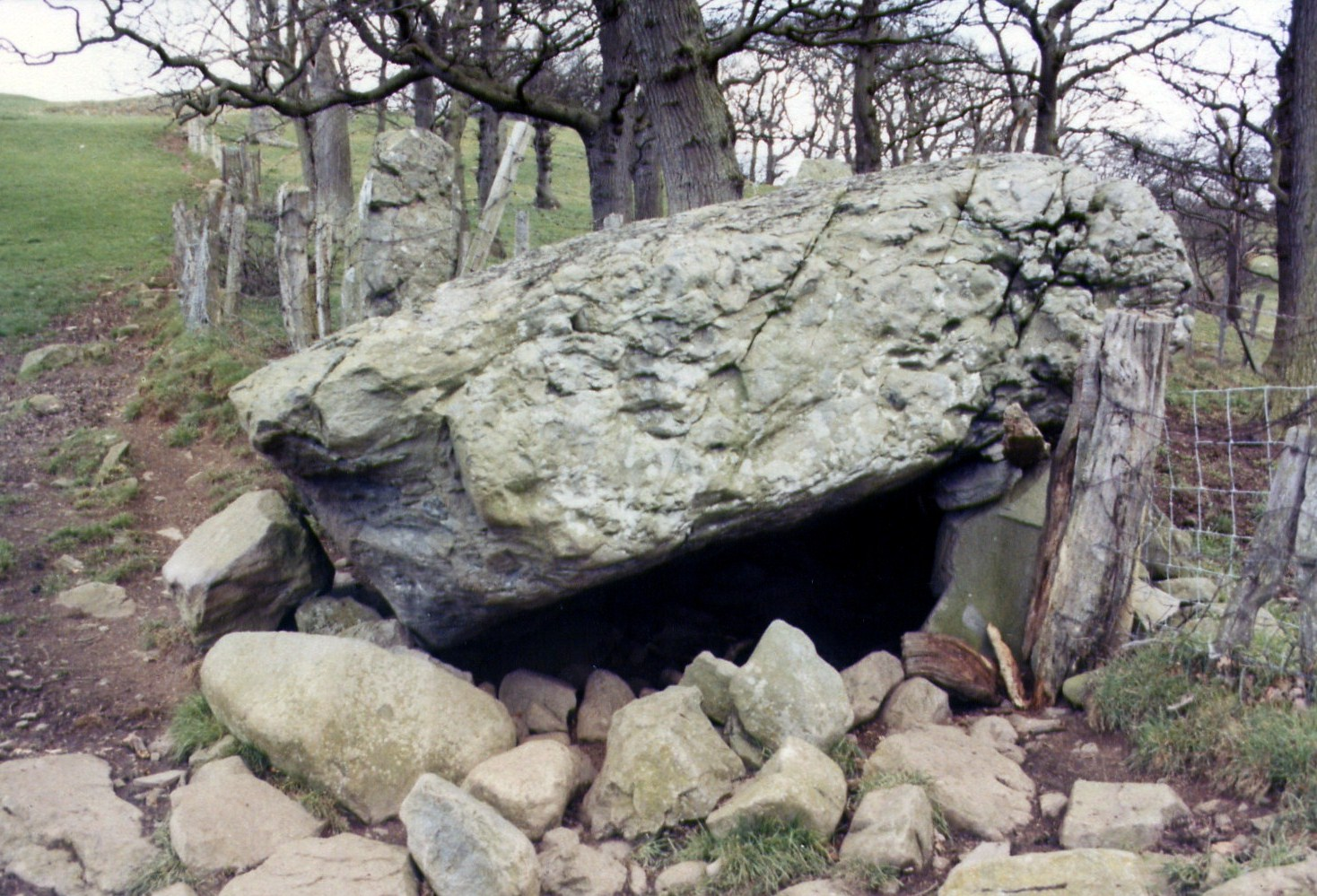
Portal Tomb von Hendre Waelod

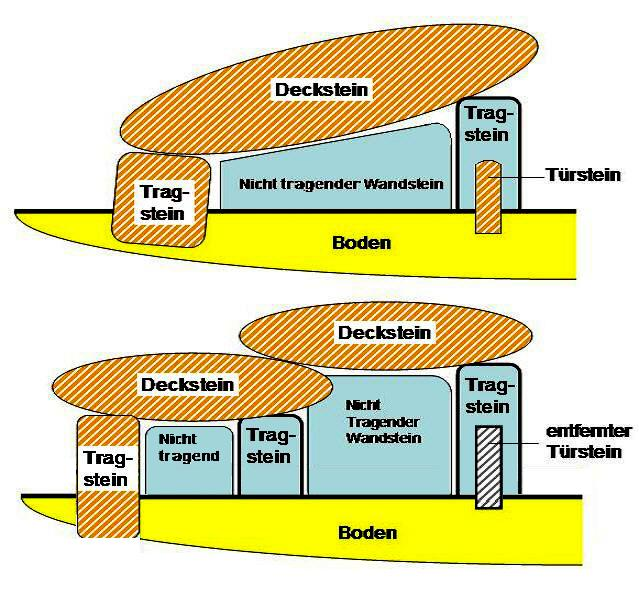
Schema Portalarten

Das Portal Tomb von Hendre Waelod (auch Allor Moloch – (deutsch „Altar des Moloch “) genannt) liegt südwestlich von Llansanffraid Glan Conwy (kurz Glan Conwy genannt), in Clwyd in Wales. Hendre Waelod stammt aus dem Neolithikum und steht auf den westlichen Hängen des Hügels von Bryniau, nur 300 Meter vom Fluss Conwy entfernt. Als Portal Tombs werden auf den Britischen Inseln Megalithanlagen bezeichnet, bei denen zwei gleich hohe, aufrecht stehende Steine mit einem Türstein dazwischen, die Vorderseite einer Kammer bilden, die mit einem zum Teil gewaltigen Deckstein bedeckt ist.
Einige der Steine des Portal Tombs auf der östlichen Seite sind zusammengebrochen, so dass der riesige, keilförmige Deckstein von etwa 3,0 Metern Länge und einem Meter Dicke von den schlanken, etwa 1,5 Meter hohen, stehen gebliebenen Portalsteinen gerutscht ist. Die Portalsteine, die den ehemaligen Zugang im Südosten der Kammer anzeigen, sind jetzt in einen Zaun integriert, der ein kleines Gehölz von der Weide trennt. Alle Spuren eines deckenden Hügels oder Cairns sind  im Laufe der Jahre verloren gegangen.